# Humaitá Sport Club
O Humaitá Sport Club foi um clube brasileiro de futebol da cidade de Fortaleza, capital do estado de Ceará.
Na extinção do Humaitá, seus atletas e diretores fundaram o Maranguape Sport Club em 1926.

## Participações no Campeonato Cearense da Primeira Divisão
| Ano  | Posição |
| 1923 | 7º      |
| 1924 | 5º      |
| 1925 | 6º      |